# Мортье (Приморская Шаранта)
Мортье́ (фр. Mortiers) — коммуна во Франции, находится в регионе Пуату — Шаранта. Департамент коммуны — Приморская Шаранта. Входит в состав кантона Жонзак. Округ коммуны — Жонзак.
Код INSEE коммуны — 17249.

## Население
Население коммуны на 2010 год составляло 181 человек.
| 1962 | 1968 | 1975 | 1982 | 1990 | 1999 | 2010 |
| ---- | ---- | ---- | ---- | ---- | ---- | ---- |
| 262  | 242  | 230  | 205  | 184  | 191  | 181  |